# Християн Людвіг Брем

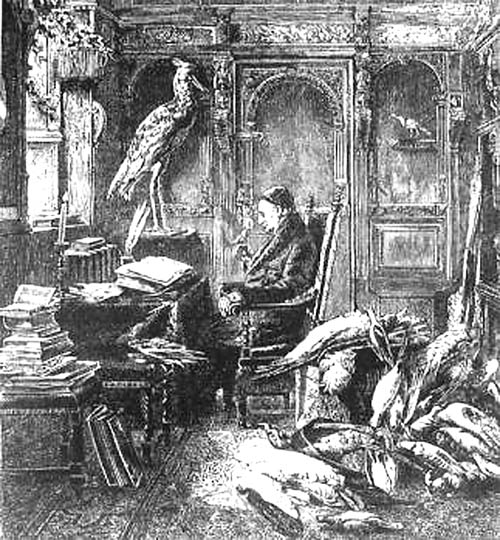
Християн Людвіг Брем за роботою

Христия́н Лю́двіг Брем (нім. Christian Ludwig Brehm; 24 січня 1787 — 23 червня 1864) — німецький зоолог, орнітолог. Батько Брема Альфреда Едмунда.

## Життєпис
Протягом 1807–1809 років вивчав у Єнському університеті богослов'я. Після завершення працював пастором у Рентендорфі.
Зібрав колекцію птахів, що нараховувала близько 9000 тушок та чучел, що складалася майже виключно з європейських птахів. Цінність колекції полягала в тому, що були представлені великі серії птахів одного виду, які дозволяли аналізувати статеві, вікові та регіональні відмінності. Так він заклав основи вивчення внутрішньовидової мінливості птахів Європи, написав понад 200 праць.